# Ada (film)
Ada is een Amerikaanse film uit 1961, gemaakt door Avon Productions en geproduceerd door Metro-Goldwyn-Mayer. De regie was in handen van Daniel Mann. Susan Hayward en Dean Martin spelen de hoofdrollen.

## Verhaal
Bo Gillis doet een poging om gouverneur te worden, bijgestaan door Steven en Sylvester. Alles lijkt goed te gaan, totdat Bo op een nacht uit gaat met een hoer genaamd Ada.
Bang dat dit gebeuren Bo’s kansen op het gouverneurschap zal schaden, bedenken Sylvester en Steve een nieuw verleden voor Ada. Op deze manier zal niemand iets vermoeden. Bo en Ada worden verliefd, en trouwen uiteindelijk.
Bo wint de verkiezingen, maar ontdekt al snel dat hij als gouverneur lang niet zoveel invloed heeft als hij eerst dacht. Sylvester runt in feite de hele operatie, en Bo moet enkel papieren en verdragen tekenen die hij van Sylvester krijgt. Ada staat hem bij, en blijkt tot ieders verbazing een sterke persoonlijkheid te hebben.

## Rolverdeling
| Acteur             | Personage        |
| ------------------ | ---------------- |
| Susan Hayward      | Ada Gillis       |
| Dean Martin        | Bo Gillis        |
| Wilfrid Hyde-White | Sylvester Marin  |
| Ralph Meeker       | Colonel Yancey   |
| Martin Balsam      | Steve Jackson    |
| Frank Maxwell      | Ronnie Hallerton |
| Connie Sawyer      | Alice Sweet      |